# ضغط انتشار المرض
ضغط انتشار المرض في الصحة العامة هو موضوع افتراضي لكن يتطلب جهداً  أقامه James Fries، بروفسور في الطب من جامعة ستانفورد للدراسات الطبية. نشأت الفرضية منذ عام 1998 بعد دراسة 1700 خريج من جامعة بنسلفانيا خلال 20 سنة.
وتقول الفرضية أن أعباء المرض خلال الحياة ممكن ضغطها وجعلها في فترة أقصر قبل الموت ،إذا تمكنا من تأخير عمر بداية المرض المزمن.
لإثبات هذه النظرية يجب أن يبين الدليل إمكانية تأخير بداية الوهن والضعف، وأن الزيادات المتوافقة تكون بسيطة.
إذا تم إثبات وبرهان هذه النظرية ستتحسن الرعاية الصحية وكذلك صحة المريض.